# Adolf Dostal (poeta)
Adolf Dostal (ur. 15 kwietnia 1941 w Karwinie, zm. 9 czerwca 1963) – polski poeta.

## Życiorys
Wychowywał się w Suchej Górnej, od 1955 roku mieszkał w Czeskim Cieszynie, gdzie ukończył polskie gimnazjum. Później zdobył zawód stolarza; pracował też w drukarni oraz jako kelner. Następnie uczył się w Jedenastoletniej Szkole Średniej z Polskim Językiem Nauczania w Czeskim Cieszynie oraz w Liceum Pedagogicznym w Cieszynie.
Zmarł śmiercią tragiczną na Zaporze Cierlickiej.
Za życia opublikował około 50 wierszy m.in. w Głosie Ludu, Zwrocie, Poglądach i Przewodniku Katolickim. Jego wiersze znalazły się też w zbiorowym tomiku Pierwszy lot (1959).
Pośmiertnie opublikowano dwa tomiki jego wierszy – Schody wiodą donikąd (1967) i Struny powietrza (1970).